# Mikel Garikoitz Aspiazu Rubina
Mikel Garikoitz Aspiazu Rubina, conegut amb el nom de guerra «Txeroki», (Bilbao, 6 de juliol de 1973) és un activista polític basc, exmilitant de l'organització armada Euskadi Ta Askatasuna, de la qual va assumir la prefectura militar el 2008 fins a la seva detenció al novembre del mateix any.
A principis de juliol de 2011, va ser absolt de l'acusació d'haver participat en l'enviament d'un paquet el 2006 contra el qual era llavors president del Grup Correo, Enrique Ybarra. No obstant això, en el seu segon judici a Espanya pocs dies després, va ser condemnat per l'Audiència Nacional a 377 anys de presó per un total de 20 delictes d'accions armades on van morir entre altres alguns polítics i jutges.